# Anidolyta spongotheras
Anidolyta spongotheras är en snäckart som först beskrevs av Karl Bertsch 1980.  Anidolyta spongotheras ingår i släktet Anidolyta och familjen Tylodinidae. Inga underarter finns listade i Catalogue of Life.